# Spider-Man: The Video Game
Spider-Man: The Video Game est un jeu vidéo de type beat them all développé et distribué par Sega sur borne d'arcade en 1991.
La borne est conçue pour que quatre joueurs puissent jouer en même temps avec quatre personnages différents issus des Marvel Comics : Hawkeye, Spider-Man, Sub-Mariner ou Black Cat.

## Accueil
| Spider-Man: The Video Game |    |     |
| Dragon Magazine            | US | 5/5 |